# Gueffus
I gueffus, o guelfos, sono un tipico dolce per le feste della tradizione sarda.
Sono piccole sfere di pasta di mandorle, generalmente presentate avvolte come caramelle in carta velina colorata.

## Origine del nome
Nel libro Accabadora di Michela Murgia (ed. Einaudi pag. 44) la parola gueffus viene posta in relazione ai medioevali Guelfi, per via del taglio a denti piatti dei bordi della carta in cui vengono avvolti i dolci che richiamerebbero appunto le torri dei castelli guelfi.
Ma come ha poi chiarito la stessa autrice: “Poiché la mia interpretazione letteraria dell'etimologia dei gueffus in Accabadora continua ad avere molto successo, mi è doveroso avvisare gli incauti che si tratta di una pura invenzione letteraria”.
Il nome "Gueffus" è in realtà una corruzione del nome spagnolo "huevos", che richiama la forma ovoidale del dolce.